# Équipe de France de football au Championnat d'Europe 1992
Cet article relate le parcours de l'équipe de France de football au Championnat d'Europe 1992, organisé en Suède du 10 juin au 26 juin 1992.
Après la non-participation des Bleus à la Coupe du monde 1990 en Italie, il est temps pour l'équipe de se concentrer sur les éliminatoires de l'Euro 1992, organisé en Suède. Les hommes du sélectionneur Platini se sortent avec brio de leur groupe de qualification en remportant leurs huit matchs (victoires notamment en Espagne et en Tchécoslovaquie) et, forts d'une série record de 19 matchs sans défaite, s'affirment parmi les favoris de la compétition. Mais après une série médiocre de matchs amicaux préparatoires, l'Euro est un échec avec une élimination au premier tour et pas une seule victoire. Ceci pousse Platini à démissionner le 2 juillet 1992. Il est remplacé par son adjoint Gérard Houllier.

## Historique

### Contexte
L'épopée de la Coupe du monde mexicaine de 1986, avec une troisième place, marque la fin d'une génération d'exception. Dès la fin de la compétition les cadres que sont Dominique Rocheteau, Maxime Bossis et Alain Giresse annoncent leur retraite internationale. Un an plus tard, et alors que les éliminatoires pour l'Euro 1988 sont déjà bien mal engagés pour l'équipe de France, Michel Platini met lui un terme définitif à sa carrière.
La transition est trop brusque, et la nouvelle génération échoue successivement à se qualifier pour l'Euro 88 et le Mondial italien de 1990. Le match nul contre la sélection chypriote du 22 octobre 1988 propulse Claude Bez, l'influent président des Girondins de Bordeaux, au poste de superintendant de l'équipe de France, un poste spécialement créé pour lui. Claude Bez désigne alors Michel Platini à la tête de la sélection en novembre 1988, à peine plus d'un an après la retraite de celui-ci en tant que joueur. Il remplace Henri Michel, poussé dehors à la suite de la mauvaise entame des Bleus dans les éliminatoires de la Coupe du monde 1990.
Si l'arrivée d'un nouveau sélectionneur emblématique comme Michel Platini n'empêche pas l'absence au Mondial italien, elle suscite pourtant de nombreux espoirs. Absente de la Coupe du monde 1990, l'équipe de France s'offre une victoire de prestige en début d'année 1990 contre la RFA, future championne du monde. Après l'Italie en février 1982 et l'Argentine en mai 1986, c'est la troisième fois d'affilée que la France bat les futurs vainqueurs de la Coupe du monde. Avec ironie, certains observateurs s'empressent de baptiser les Bleus les champions du monde des matchs amicaux.

### Éliminatoires
| J.                                       | Rencontre              | Rés. |
| ---------------------------------------- | ---------------------- | ---- |
| 1                                        | Islande-France         | 1-2  |
| 2                                        | France-Tchécoslovaquie | 2-1  |
| 3                                        | Albanie-France         | 0-1  |
| 4                                        | France-Espagne         | 3-1  |
| 5                                        | France-Albanie         | 5-0  |
| 6                                        | Tchécoslovaquie-France | 1-2  |
| 7                                        | Espagne-France         | 1-2  |
| 8                                        | France-Islande         | 3-1  |
| Légende : J. = journée ; Rés. = résultat |                        |      |

Après la Coupe du monde à l'été 1990, la France prépare les éliminatoires pour l'Euro 1992 avec un match amical 0-0 contre la Pologne. Le début des éliminatoires semble marquer un début de redressement pour l'équipe de France, redoutable d'efficacité sous l'impulsion de son duo d'attaque Jean-Pierre Papin-Éric Cantona, et qui entame parfaitement en fin d’année 1990 ses éliminatoires pour l'Euro 1992.
Après la victoire contre l'Islande le 20 novembre 1991, l'équipe de France présente un bilan parfait. Elle obtient son billet pour l'Euro 1992 en remportant tous ses matchs de qualification, sortant notamment victorieuse de périlleux déplacements en Tchécoslovaquie et en Espagne.
Redevenue une des meilleures formations d'Europe, l'équipe de France boucle l'année 1991 sur une série record de 19 matchs sans défaite, série en cours depuis la défaite contre l'Écosse en mars 1989. De nombreux observateurs regrettent néanmoins que les Bleus du Michel Platini-sélectionneur soient loin de pratiquer un football aussi séduisant que ceux du Platini-joueur. 
Cette absence de jeu séduisant peut en partie s'expliquer par l'absence de meneur de jeu, malgré notamment les bonnes performances de certains joueurs à ce poste, notamment le Marseillais puis Nîmois Philippe Vercruysse. Platini basera ainsi son système sur un bloc défensif compact, se reposant offensivement sur le duo d'attaquants Jean-Pierre Papin et Éric Cantona. Durant cette période, Michel Platini s'appuiera sur une ossature composée de 6 ou 7 joueurs de l'Olympique de Marseille, alors à son âge d'or : Basile Boli, Manuel Amoros, Bernard Casoni, Jocelyn Angloma, Jean-Philippe Durand, Didier Deschamps et Jean-Pierre Papin. Tous ces joueurs seront d'ailleurs sélectionné pour l'Euro 92, au terme d'une saison qui a encore vu l'OM champion avec un record de meilleur défense, seulement 21 buts encaissés. Platini s'appuiera sur ce bloc solide pour la compétition.
Pour la première fois dans l'histoire des éliminatoires de l'Euro, une sélection remporte tous ses matchs. La France réalise en effet 8 victoires en 8 matchs.
| Rang | Équipe          | Pts | J | G | N | P | Bp | Bc | Diff |
| ---- | --------------- | --- | - | - | - | - | -- | -- | ---- |
| 1    | France          | 16  | 8 | 8 | 0 | 0 | 20 | 6  | +14  |
| 2    | Tchécoslovaquie | 10  | 8 | 5 | 0 | 3 | 12 | 9  | +3   |
| 3    | Espagne         | 6   | 7 | 3 | 0 | 4 | 17 | 12 | +5   |
| 4    | Islande         | 4   | 8 | 2 | 0 | 6 | 7  | 10 | -3   |
| 5    | Albanie         | 2   | 7 | 1 | 0 | 6 | 2  | 21 | -19  |

### Préparation de l'Euro 92
| Rencontre         | Rés. |
| ----------------- | ---- |
| Angleterre-France | 2-0  |
| France-Belgique   | 3-3  |
| Suisse-France     | 2-1  |
| France-Pays-Bas   | 1-1  |

L'année 1992 avait mal commencé, les Bleus subissant en amical contre l'Angleterre leur première défaite depuis près de trois ans. Un revers qui ouvrait une décevante série de rencontres préparatoires pour l'Euro.
Le premier match amical après les éliminatoires est organisé le 19 février à Londres au Wembley Stadium contre l'équipe d'Angleterre. Pour ce match, c'est le gardien lyonnais Gilles Rousset qui garde les buts. Les Bleus font un match plus que correct, mais s'inclinent 2-0 sur des buts d'Alan Shearer à la 45e et de Gary Lineker à la 73e minute de jeu. La rencontre suivante oppose la France à la sélection belge le 25 mars 1992. À domicile au Parc des Princes, la France est menée trois fois au score sur des buts de Philippe Albert (28e), Enzo Scifo (44e) et Marc Wilmots (47e) et revient à chaque fois à égalité par Jean-Pierre Papin (40e) et Pascal Vahirua (45e) pour finalement arracher un match nul 3-3 en fin de rencontre sur un deuxième but de Papin.
Dans les deux semaines précédant le championnat d'Europe, la France dispute deux autres matchs de préparation. Le premier à l'extérieur contre la Suisse le 27 mai. Après l'ouverture du score de Fabrice Divert (son unique but sous le maillot tricolore), les Suisses reviennent au score puis gagne le match 2-1 sur deux buts de Christophe Bonvin. Le 5 juin, la France accueille l'équipe des Pays-Bas. En début de match, Jean-Pierre Papin donne l'avantage 1-0 à la France avant l'égalisation de Bryan Roy à 1-1 à la 18e minute de jeu. Aucun autre but n'est marqué par la suite.

### Championnat d'Europe 1992
| J. | Rencontre         | Rés. |
| -- | ----------------- | ---- |
| 1  | Suède-France      | 1-1  |
| 2  | France-Angleterre | 0-0  |
| 3  | France-Danemark   | 1-2  |

Séjour et hébergement de l'équipe de France à Stockholm. La France est placée dans le groupe A avec l'Angleterre, le Danemark et la Suède.
Déception pour l'équipe de France, qui se fait éliminer sans gloire dès le premier tour de l'Euro 1992 organisé en Suède, compétition où elle figurait pourtant parmi les favoris. Dans la continuité des matchs de préparation, l'Euro ne faisait que confirmer la mauvaise forme d'une équipe de France incapable de produire du jeu.
- 10 juin 1992,  Suède- France 1-1, Jan Eriksson 25e ; Jean-Pierre Papin 59e
- 14 juin 1992,  France- Angleterre 0-0
- 17 juin 1992,  France- Danemark 1-2, Jean-Pierre Papin 61e ; Henrik Larsen 8e, Lars Elstrup 78e.

| Rang | Équipe     | Pts | J | G | N | P | Bp | Bc | Diff |
| ---- | ---------- | --- | - | - | - | - | -- | -- | ---- |
| 1    | Suède      | 5   | 3 | 2 | 1 | 0 | 4  | 2  | +2   |
| 2    | Danemark   | 3   | 3 | 1 | 1 | 1 | 2  | 2  | 0    |
| 3    | France     | 2   | 3 | 0 | 2 | 1 | 2  | 3  | -1   |
| 4    | Angleterre | 2   | 3 | 0 | 2 | 1 | 1  | 2  | -1   |

Ironie de l'histoire, il suffisait de faire match nul contre le Danemark pour se qualifier pour les demi-finales. À 1-1, la France réussissait dans son objectif. À la mi-temps, Platini avait demandé aux centraux Blanc et Casoni de s'aligner vers le bas pour ne pas se faire prendre dans le dos en tentant de jouer le hors-jeu. Or, c'est précisément dans ce cas de figure que les danois marqueront leur deuxième but, éliminatoire pour la France, en seconde mi-temps.

### L'après compétition
Peu après l'échec de l'Euro, le sélectionneur national Michel Platini annonce sa démission. Il aura dirigé les Bleus 29 fois, présentant un bilan positif à la tête de l'équipe de France de 16 victoires, 8 matchs nuls et 5 défaites. Pour expliquer l'échec de l'Euro, certains joueurs affirmeront être arrivés épuisés physiquement au tournoi. Certains observateurs diront qu'il faut aussi y voir une faiblesse dans l'animation offensive, comme l'avait laissé deviner les matchs de préparations face à deux autres participants : l'Angleterre et les Pays-Bas.
C'est sous la direction de l'adjoint de Platini Gérard Houllier que les Bleus débutent à l'automne leur campagne de qualification pour la Coupe du monde 1994.
Au milieu d'une année 1992 globalement noire pour les Bleus, signalons toutefois l'annonce au mois de juillet de l'organisation par la France de la Coupe du monde 1998.
Dans les mois qui suivent l'Euro 92, l'équipe de France, forte d'un effectif à la qualité en hausse, semble retrouver des couleurs mais il faut tout de même attendre le 14 octobre pour que la France gagne un match en 1992 avec un succès 2-0 contre l'Autriche en qualifications. Mais lors des éliminatoires de la Coupe du monde 1994, les Bleus, s'effondrent dans la dernière ligne droite, alors qu'il leur suffit pour se qualifier d'une victoire face aux modestes joueurs israéliens ou d'un nul contre la Bulgarie lors de leurs deux derniers matchs, ils concèdent coup sur coup deux cuisantes défaites à domicile à l'automne 1993, d'abord sur le score de 2-3 contre Israël, puis 1-2 contre la Bulgarie, avec à chaque fois un but encaissé à la dernière minute. Les Français manquent une qualification qui leur semblait promise.

## Jeu et tactique
La copie rendue par l'équipe de France dans les éliminatoires de l'Euro 92 était parfaite, avec huit victoires en huit rencontres, ce qui laissait augurer un retour aux succès des années 1980 à défaut d'un retour au beau jeu. En effet, voyant sa marge de manœuvre limitée par la faiblesse des individualités dont il dispose, le sélectionneur Platini a construit une équipe à vocation très défensive, sans véritable milieu créateur, et qui compte sur les deux grands joueurs français de l'époque, Éric Cantona et Jean-Pierre Papin,pour faire la différence en attaque. Alors que l'équipe de France a remporté tous ses matchs de qualification, les matchs de préparation à l'Euro 1992 sont bien moins convaincants.
En conséquence peut-être, lors de l'Euro 1992 en Suède, la France est incapable de confirmer son parcours des éliminatoires et tombe sans gloire dès le premier tour, après deux matchs nuls contre la Suède (1-1) et l'Angleterre (0-0), et une défaite 1-2 contre le Danemark, futur vainqueur du tournoi.

## Statistiques

### Effectif au championnat d'Europe
La liste des 20 joueurs fut annoncé le 22 avril 1992. Le lendemain de l'annonce, l'attaquant du Paris SG Amara Simba se fracture le péroné à l'entraînement. Platini fait alors appel à Fabrice Divert pour le remplacer au sein de l'attaque de l'équipe de France.
- Sélectionneur : Michel Platini
- Entraîneur adjoint : Gérard Houllier
- Entraîneur des gardiens : Philippe Bergeroo

| No                 | Joueur               | Club                   | Date de naissance | J.               | But(s)           |                  |                  |                  |
| Gardiens de but*   | Gardiens de but*     | Gardiens de but*       | Gardiens de but*  | Gardiens de but* | Gardiens de but* | Gardiens de but* | Gardiens de but* | Gardiens de but* |
| ------------------ | -------------------- | ---------------------- | ----------------- | ---------------- | ---------------- | ---------------- | ---------------- | ---------------- |
| 1                  | Bruno Martini        | AJ Auxerre             | 25.01.1962        | 3                | 0                | 0                | 0                | 0                |
| 19                 | Gilles Rousset       | Olympique Lyonnais     | 22.08.1963        | 0                | 0                | 0                | 0                | 0                |
| 21                 | Pascal Olmeta        | Olympique de Marseille | 07.04.1961        | 0                | 0                | 0                | 0                | 0                |
| Défenseurs         |                      |                        |                   |                  |                  |                  |                  |                  |
| 2                  | Manuel Amoros Cap.   | Olympique de Marseille | 01.02.1962        | 3                | 0                | 0                | 0                | 0                |
| 20                 | Jocelyn Angloma      | Olympique de Marseille | 07.08.1965        | 2                | 0                | 0                | 0                | 0                |
| 5                  | Laurent Blanc        | SSC Naples             | 19.11.1965        | 3                | 0                | 0                | 0                | 0                |
| 13                 | Basile Boli          | Olympique de Marseille | 02.01.1967        | 3                | 0                | 1                | 0                | 0                |
| 6                  | Bernard Casoni       | Olympique de Marseille | 04.09.1961        | 3                | 0                | 1                | 0                | 0                |
| 4                  | Emmanuel Petit       | AS Monaco              | 22.09.1970        | 0                | 0                | 0                | 0                | 0                |
| 3                  | Franck Silvestre     | FC Sochaux             | 05.05.1967        | 0                | 0                | 0                | 0                | 0                |
| Milieux de terrain |                      |                        |                   |                  |                  |                  |                  |                  |
| 7                  | Didier Deschamps     | Olympique de Marseille | 15.10.1968        | 3                | 0                | 1                | 0                | 0                |
| 14                 | Jean-Philippe Durand | Olympique de Marseille | 11.11.1960        | 1                | 0                | 0                | 0                | 0                |
| 10                 | Luis Fernandez       | AS Cannes              | 02.10.1959        | 3                | 0                | 1                | 0                | 0                |
| 17                 | Rémi Garde           | Olympique Lyonnais     | 03.04.1966        | 0                | 0                | 0                | 0                | 0                |
| 11                 | Christian Perez      | AS Monaco              | 13.05.1963        | 3                | 0                | 1                | 0                | 0                |
| 8                  | Franck Sauzée        | Olympique de Marseille | 28.10.1965        | 2                | 0                | 0                | 0                | 0                |
| Attaquants         |                      |                        |                   |                  |                  |                  |                  |                  |
| 18                 | Éric Cantona         | Leeds United           | 24.05.1966        | 3                | 0                | 0                | 0                | 0                |
| 12                 | Christophe Cocard    | AJ Auxerre             | 23.11.1967        | 1                | 0                | 0                | 0                | 0                |
| 15                 | Fabrice Divert       | Montpellier HSC        | 02.09.1967        | 0                | 0                | 0                | 0                | 0                |
| 9                  | Jean-Pierre Papin    | Olympique de Marseille | 05.11.1963        | 3                | 2                | 0                | 0                | 0                |
| 16                 | Pascal Vahirua       | AJ Auxerre             | 09.03.1966        | 2                | 0                | 0                | 0                | 0                |

* À cette époque le 3e gardien ne figurait pas sur les feuilles de match mais faisait partie de la sélection

### Joueurs de la campagne 1990-1992
| Adversaire           |          |          |          |          |          |          |          |          |          |          |          |          |          |          |          |          |     |
| Compétition          | A.       | É.       | É.       | É.       | É.       | É.       | A.       | É.       | É.       | É.       | A.       | A.       | A.       | A.       | C.       | C.       | C.  |
| Gardiens             | Gardiens | Gardiens | Gardiens | Gardiens | Gardiens | Gardiens | Gardiens | Gardiens | Gardiens | Gardiens | Gardiens | Gardiens | Gardiens | Gardiens | Gardiens | Gardiens |     |
| -------------------- | -------- | -------- | -------- | -------- | -------- | -------- | -------- | -------- | -------- | -------- | -------- | -------- | -------- | -------- | -------- | -------- | --- |
| Bruno Martini        | 90       | 90       | 90       | 90       | 90       | 90       | 90       | 90       | 90       | 90       |          | 90       | 90       | 90       | 90       | 90       | 90  |
| Gilles Rousset       |          |          |          |          |          |          |          |          |          |          | 90       |          |          |          |          |          |     |
| Défenseurs           |          |          |          |          |          |          |          |          |          |          |          |          |          |          |          |          |     |
| Manuel Amoros        | 76       | 90       |          |          | 90       | 90       | 72       | 90       | 90       | 90       | 90       | r28      |          | r45      | 90       | 90       | 90  |
| Jocelyn Angloma      |          |          | 52       | r8       |          |          | 90       | 90       | 90       | 90       | 90       | 90       | 90       | 90       | 90       | r45      |     |
| Jean-Philippe Durand | r14      | r14      | 90       |          | 90       | 90       | 53       | r12      | r9       | r22      | r19      | r45      | 90       | r30      |          | 90       | 90  |
| Basile Boli          | r45      | 90       | 90       | 90       | 90       | 90       | 90       | 90       | 90       | r45      | 90       | 90       | 90       | 90       | 90       | 90       | 90  |
| Laurent Blanc        |          | 76       | 90       | 90       | 90       | 90       | 90       | 90       | 90       | 90       | 90       |          | 90       | 90       | 90       | 90       | 90  |
| Bernard Casoni       | 90       | 90       | 90       | 90       | 90       |          | 80       | 90       | 90       | 45       | 90       | 90       | 46       | 90       | 90       | 90       | 90  |
| Franck Silvestre     |          |          | r5       |          |          | r10      |          |          |          |          |          |          |          |          |          |          |     |
| Emmanuel Petit       | 90       |          |          |          |          |          |          |          |          |          |          | 45       | r45      | 45       |          |          |     |
| Pascal Baills        |          |          |          |          |          | r33      |          |          |          |          |          |          |          |          |          |          |     |
| Milieux              |          |          |          |          |          |          |          |          |          |          |          |          |          |          |          |          |     |
| Franck Sauzée        | 90       | 90       | 90       | 90       | 90       | 73       | 90       | 90       |          |          |          | 62       | 71       | 60       | 90       | 45       |     |
| Didier Deschamps     |          | 90       | 90       | 90       | r7       | r17      | r45      | 90       | 90       | 68       | 90       | 90       | 45       | 90       | 90       | 90       | 90  |
| Luis Fernandez       | 45       | r6       | r38      |          | r39      | 90       | 45       |          | 81       | 90       | 72       | r45      | r45      | r30      | 75       | r45      |     |
| Christian Perez      | 90       | 90       |          | 90       |          |          | r37      | r45      | 62       | 90       | 71       | 90       | 45       | r17      | r45      | r15      | 80  |
| Bernard Pardo        | 90       | 90       |          | 90       | 51       |          |          |          |          |          |          |          |          |          |          |          |     |
| Rémi Garde           |          |          |          |          |          |          | r18      |          | r28      |          |          |          | r19      |          |          |          |     |
| Jean-Marc Ferreri    | 59       |          |          | 90       |          |          |          |          |          |          |          |          |          |          |          |          |     |
| Attaquants           |          |          |          |          |          |          |          |          |          |          |          |          |          |          |          |          |     |
| Éric Cantona         | 90       | 84       | 90       |          | 90       | 90       |          |          | 90       | 90       | 90       | 90       | 45       | 90       | 90       | 90       | 90  |
| Jean-Pierre Papin    | 90       | 90       | 90       |          | 90       | 90       | 90       | 90       | 90       |          | 90       | 90       |          | 60       | 90       | 90       | 90  |
| Pascal Vahirua       | r31      |          | 85       | 82       | 83       | 57       |          | 90       |          | 90       |          | 45       | r45      | 73       | 45       |          | 45  |
| Philippe Tibeuf      |          |          |          | 66       |          |          |          |          |          |          |          |          |          |          |          |          |     |
| David Ginola         |          |          |          | r24      |          |          |          |          |          |          |          |          |          |          |          |          |     |
| Fabrice Divert       |          |          |          |          |          |          |          |          |          |          |          |          | 90       | r30      |          |          |     |
| Christophe Cocard    |          |          |          |          |          | 90       |          | 45       |          |          |          |          |          |          |          |          | r10 |
| Amara Simba          |          |          |          |          |          |          | 90       |          |          | 90       | r19      |          |          |          |          |          |     |

- Match amical
- Éliminatoires du Championnat d'Europe 1992
- Championnat d'Europe 1992

### Matchs de la campagne 1990-1992
| No | Date             | Ville, stade                     | Adversaire      | Score | Comp. | Buteur(s) pour la France                                    | Buteur(s) pour l'adversaire           |
| -- | ---------------- | -------------------------------- | --------------- | ----- | ----- | ----------------------------------------------------------- | ------------------------------------- |
| 1  | 15 août 1990     | Paris, Parc des Princes          | Pologne         | N 0-0 | A.    | -                                                           | -                                     |
| 2  | 5 septembre 1990 | Reykjavik, Laugardalsvöllur      | Islande         | V 2-1 | É.    | Papin (12), Cantona (76)                                    | Eðvaldsson (85)                       |
| 3  | 13 octobre 1990  | Paris, Parc des Princes          | Tchécoslovaquie | V 2-1 | É.    | Papin (59, 80)                                              | Skuhravý (89)                         |
| 4  | 17 novembre 1990 | Tirana, Stade Qemal Stafa        | Albanie         | V 1-0 | É.    | Boli (22)                                                   | -                                     |
| 5  | 20 février 1991  | Paris, Parc des Princes          | Espagne         | V 3-1 | É.    | Sauzée (14), Papin (58), Blanc (77)                         | Bakero (10)                           |
| 6  | 30 mars 1991     | Paris, Parc des Princes          | Albanie         | V 5-0 | É.    | Sauzée (1, 19), Papin (34, 42), Nallbani (81 csc)           | -                                     |
| 7  | 14 août 1991     | Poznań, Stade Miejski            | Pologne         | V 5-1 | A.    | Sauzée (41), Papin (45), Simba (69), Blanc (70), Perez (78) | Urban (18)                            |
| 8  | 4 septembre 1991 | Bratislava, Tehelne Pole         | Tchécoslovaquie | V 2-1 | É.    | Papin (53, 89)                                              | Němeček (19)                          |
| 9  | 12 octobre 1991  | Séville, Stade Benito-Villamarín | Espagne         | V 2-1 | É.    | Fernandez (13), Papin (16)                                  | Abelardo (33)                         |
| 10 | 20 novembre 1991 | Paris, Parc des Princes          | Islande         | V 3-1 | É.    | Simba (42), Cantona (59, 68)                                | Sverrisson (70)                       |
| 11 | 19 février 1992  | Londres, Wembley Stadium         | Angleterre      | D 0-2 | A.    | -                                                           | Shearer (45), Lineker (73)            |
| 12 | 25 mars 1992     | Paris, Parc des Princes          | Belgique        | N 3-3 | A.    | Papin (40, 85), Vahirua (45)                                | Albert (28), Scifo (44), Wilmots (47) |
| 13 | 27 mai 1992      | Lausanne, Stade de la Pontaise   | Suisse          | D 1-2 | A.    | Divert (20)                                                 | Bonvin (28, 72)                       |
| 14 | 5 juin 1992      | Lens, Stade Félix-Bollaert       | Pays-Bas        | N 1-1 | A.    | Papin (12)                                                  | Roy (18)                              |
| 15 | 10 juin 1992     | Stockholm, Rasunda Stadion       | Suède           | N 1-1 | C.    | Papin (59)                                                  | Eriksson (24)                         |
| 16 | 14 juin 1992     | Malmö, Malmö Stadion             | Angleterre      | N 0-0 | C.    | -                                                           | -                                     |
| 17 | 17 juin 1992     | Malmö, Malmö Stadion             | Danemark        | D 1-2 | C.    | Papin (60)                                                  | Larsen (8), Elstrup (78)              |

| Score : - Match gagné - Match nul - Match perdu | Compétition : - Match amical - Éliminatoires du Championnat d'Europe 1992 - Championnat d'Europe 1992 |